# Hawkins (Wisconsin)
Hawkins ist eine Gemeinde (mit dem Status „Village“) im Rusk County im US-amerikanischen Bundesstaat Wisconsin. Im Jahr 2010 hatte Hawkins 305 Einwohner.

## Geografie
Hawkins liegt im mittleren Nordwesten Wisconsins beiderseits des South Fork Main Creek, der über den Chippewa River zum Stromgebiet des Mississippi gehört. 
Die geografischen Koordinaten von Hawkins sind 45°30′54″ nördlicher Breite und 90°43′12″ westlicher Länge. Das Gemeindegebiet erstreckt sich über eine Fläche von 5,75 km² und wird vollständig von der Town of Hawkins umgeben, ohne dieser anzugehören. 
Nachbarorte von Hawkins sind Kennan (11,9 km ostnordöstlich), Catawba (16,1 km in der gleichen Richtung), Ingram (8,2 km westlich) und Glen Flora (14 km in der gleichen Richtung).
Die nächstgelegenen größeren Städte sind Eau Claire (132 km südwestlich), Rochester in Minnesota (276 km in der gleichen Richtung), die Twin Cities (Minneapolis und Saint Paul) in Minnesota (228 km westsüdwestlich), Duluth am Oberen See in Minnesota (246 km nordwestlich), Wausau (150 km ostsüdöstlich), Green Bay am Michigansee (305 km in der gleichen Richtung) und Wisconsins Hauptstadt Madison (382 km südsüdöstlich).

## Verkehr
Der U.S. Highway 8 verläuft in West-Ost-Richtung durch Hawkins. Alle weiteren Straßen sind untergeordnete Landstraßen, teils unbefestigte Fahrwege sowie innerörtliche Verbindungsstraßen.
Parallel zum US 8 verläuft eine Eisenbahnlinien für den Frachtverkehr der Canadian National Railway (CN).
Mit dem Rusk County Airport befindet sich 23,4 km westlich ein kleiner Flugplatz. Die nächstgelegenen Regionalflughäfen sind der Rhinelander–Oneida County Airport (106 km östlich), der Central Wisconsin Airport bei Wausau (173 km südöstlich) und der Chippewa Valley Regional Airport in Eau Claire (127 km südwestlich). Der nächste Großflughafen ist der Minneapolis-Saint Paul International Airport (249 km westsüdwestlich).

## Bevölkerung
Nach der Volkszählung im Jahr 2010 lebten in Hawkins 305 Menschen in 159 Haushalten. Die Bevölkerungsdichte betrug 53 Einwohner pro Quadratkilometer. In den 159 Haushalten lebten statistisch je 1,92 Personen. 
Ethnisch betrachtet setzte sich die Bevölkerung zusammen aus 97,0 Prozent Weißen, 0,3 Prozent (eine Person) amerikanischen Ureinwohnern, 0,3 Prozent Asiaten sowie 0,3 Prozent aus anderen ethnischen Gruppen; 2,0 Prozent stammten von zwei oder mehr Ethnien ab. 
17,7 Prozent der Bevölkerung waren unter 18 Jahre alt, 60,7 Prozent waren zwischen 18 und 64 und 21,6 Prozent waren 65 Jahre oder älter. 47,5 Prozent der Bevölkerung waren weiblich.
Das mittlere jährliche Einkommen eines Haushalts lag bei 33.214 USD. Das Pro-Kopf-Einkommen betrug 20.588 USD. 15,1 Prozent der Einwohner lebten unterhalb der Armutsgrenze.